# McMullin Island
McMullin Island ist eine 500 m lange Felseninsel im Archipel der Windmill-Inseln vor der Budd-Küste des ostantarktischen Wilkeslands. Sie liegt im südlichen Abschnitt der Einfahrt zur Newcomb Bay zwischen den Inseln Shirley Island und Kilby Island sowie westlich von Bøving Island.
Die Insel wurde anhand von Luftaufnahmen der US-amerikanischen Operation Highjump (1946–1947) und Operation Windmill (1947–1948) kartiert. Das Advisory Committee on Antarctic Names benannte sie 1956 nach John P. McMullin von der United States Navy, der im Januar 1948 an der Errichtung astronomischer Beobachtungsstationen während der Operation Windmill beteiligt war.